# SN 1953C
SN 1953C – supernowa odkryta 11 lipca 1953 roku w galaktyce M+08-33-45. W momencie odkrycia miała maksymalną jasność 19,00m.